# Interlands Noors voetbalelftal 1980-1989
Deze pagina toont een chronologisch en gedetailleerd overzicht van de interlands die het Noors voetbalelftal heeft gespeeld in de periode 1980 – 1989.

## Interlands

### 1980
|                                                                     |                  |       |           |                                                                               |
| 22 mei Vriendschappelijk № 410 «onderlinge duels» 19:00 uur (UTC+2) | Noorwegen        | 1 – 0 | Bulgarije | Ullevaalstadion, Oslo Toeschouwers: 6.800 Scheidsrechter: Rolf Ericsson (SWE) |
| 22 mei Vriendschappelijk № 410 «onderlinge duels» 19:00 uur (UTC+2) | Pål Jacobsen 35' |       |           | Ullevaalstadion, Oslo Toeschouwers: 6.800 Scheidsrechter: Rolf Ericsson (SWE) |

|                                                                                |                                                                     |       |                       |                                                                                   |
| 4 juni Noords Kampioenschap 1978/80 № 411 «onderlinge duels» 19:30 uur (UTC+2) | Denemarken                                                          | 3 – 1 | Noorwegen             | Idrætsparken, Kopenhagen Toeschouwers: 22.000 Scheidsrechter: Gerard Geurds (NED) |
| 4 juni Noords Kampioenschap 1978/80 № 411 «onderlinge duels» 19:30 uur (UTC+2) | Benny Nielsen 69' (pen.) Frank Arnesen 71' Preben Elkjær Larsen 76' |       | 21' Stein Kollshaugen | Idrætsparken, Kopenhagen Toeschouwers: 22.000 Scheidsrechter: Gerard Geurds (NED) |

|                                                                  |                                                           |       |                          |                                                                               |
| 14 juli Vriendschappelijk № 412 «onderlinge duels» 19:00 (UTC+2) | Noorwegen                                                 | 3 – 1 | IJsland                  | Ullevaalstadion, Oslo Toeschouwers: 10.425 Scheidsrechter: Ole Amundsen (DEN) |
| 14 juli Vriendschappelijk № 412 «onderlinge duels» 19:00 (UTC+2) | Stein Kollshaugen 36' Pål Jacobsen 66' Arne Erlandsen 85' |       | 90' Sigurlás Þorleifsson | Ullevaalstadion, Oslo Toeschouwers: 10.425 Scheidsrechter: Ole Amundsen (DEN) |

|                                                                                     | |       |                    |                                                                                  |
| 21 augustus Noords Kampioenschap 1978/80 № 413 «onderlinge duels» 19:00 uur (UTC+2) | Noorwegen                                                                                                | 6 – 1 | Finland            | Ullevaalstadion, Oslo Toeschouwers: 10.640 Scheidsrechter: Kjell Johansson (SWE) |
| 21 augustus Noords Kampioenschap 1978/80 № 413 «onderlinge duels» 19:00 uur (UTC+2) | Pål Jacobsen 30' Pål Jacobsen 39' Arne Dokken 50' (pen.) Einar Aas 61' Pål Jacobsen 73' Pål Jacobsen 83' |       | 43' Juhani Himanka | Ullevaalstadion, Oslo Toeschouwers: 10.640 Scheidsrechter: Kjell Johansson (SWE) |

|                                                                              |                                                                                   |       |           |                                                                                          |
| 10 september WK 1982 kwalificatie № 414 «onderlinge duels» 19:45 uur (UTC+1) | Engeland                                                                          | 4 – 0 | Noorwegen | Wembley Stadium, Londen Toeschouwers: 48.200 Scheidsrechter: Marcel Van Langenhove (BEL) |
| 10 september WK 1982 kwalificatie № 414 «onderlinge duels» 19:45 uur (UTC+1) | Terry McDermott 32' Tony Woodcock 68' Terry McDermott 77' (pen.) Paul Mariner 85' |       |           | Wembley Stadium, Londen Toeschouwers: 48.200 Scheidsrechter: Marcel Van Langenhove (BEL) |

|                                                                              |                 |       |                       |                                                                                     |
| 24 september WK 1982 kwalificatie № 415 «onderlinge duels» 19:00 uur (UTC+2) | Noorwegen       | 1 – 1 | Roemenië              | Ullevaalstadion, Oslo Toeschouwers: 22.350 Scheidsrechter: Siegfried Kirschen (DDR) |
| 24 september WK 1982 kwalificatie № 415 «onderlinge duels» 19:00 uur (UTC+2) | Åge Hareide 23' |       | 13' Anghel Iordănescu | Ullevaalstadion, Oslo Toeschouwers: 22.350 Scheidsrechter: Siegfried Kirschen (DDR) |

|                                                                            |                      |       |                                   |                                                                         |
| 29 oktober WK 1982 kwalificatie № 416 «onderlinge duels» 20:00 uur (UTC+1) | Zwitserland          | 1 – 2 | Noorwegen                         | Wankdorf, Bern Toeschouwers: 14.000 Scheidsrechter: Dušan Krchňák (TCH) |
| 29 oktober WK 1982 kwalificatie № 416 «onderlinge duels» 20:00 uur (UTC+1) | Umberto Barberis 49' |       | 5' Åge Hareide 79' Svein Mathisen | Wankdorf, Bern Toeschouwers: 14.000 Scheidsrechter: Dušan Krchňák (TCH) |

### 1981
|                                                     |                    |       |           |                                                                                 |
| 29 april Vriendschappelijk № 417 «onderlinge duels» | Bulgarije          | 1 – 0 | Noorwegen | Stadion Pleven, Pleven Toeschouwers: 9.000 Scheidsrechter: Milorad Vlajić (YUG) |
| 29 april Vriendschappelijk № 417 «onderlinge duels» | Plamen Tsvetkov 8' |       |           | Stadion Pleven, Pleven Toeschouwers: 9.000 Scheidsrechter: Milorad Vlajić (YUG) |

|                                                                        |                      |       |                                 |                                                                                  |
| 20 mei WK 1982 kwalificatie № 418 «onderlinge duels» 19:00 uur (UTC+2) | Noorwegen            | 1 – 2 | Hongarije                       | Ullevaalstadion, Oslo Toeschouwers: 23.000 Scheidsrechter: Malcolm Moffatt (NIR) |
| 20 mei WK 1982 kwalificatie № 418 «onderlinge duels» 19:00 uur (UTC+2) | Hallvar Thoresen 55' |       | 77' László Kiss 79' László Kiss | Ullevaalstadion, Oslo Toeschouwers: 23.000 Scheidsrechter: Malcolm Moffatt (NIR) |

|                                                                        |                    |       |           |                                                                                        |
| 3 juni WK 1982 kwalificatie № 419 «onderlinge duels» 18:00 uur (UTC+3) | Roemenië           | 1 – 0 | Noorwegen | Stadionul 23 August, Boekarest Toeschouwers: 55.000 Scheidsrechter: Erkan Göksel (TUR) |
| 3 juni WK 1982 kwalificatie № 419 «onderlinge duels» 18:00 uur (UTC+3) | Aurel Ţicleanu 67' |       |           | Stadionul 23 August, Boekarest Toeschouwers: 55.000 Scheidsrechter: Erkan Göksel (TUR) |

|                                                                         |                    |       |                      |                                                                                    |
| 17 juni WK 1982 kwalificatie № 420 «onderlinge duels» 19:00 uur (UTC+2) | Noorwegen          | 1 – 1 | Zwitserland          | Ullevaalstadion, Oslo Toeschouwers: 18.022 Scheidsrechter: Eduard Shklovskiy (URS) |
| 17 juni WK 1982 kwalificatie № 420 «onderlinge duels» 19:00 uur (UTC+2) | Vidar Davidsen 83' |       | 65' Umberto Barberis | Ullevaalstadion, Oslo Toeschouwers: 18.022 Scheidsrechter: Eduard Shklovskiy (URS) |

|                                                                                |                                                       |       |                    |                                                                                      |
| 2 juli Noords Kampioenschap 1981/83 № 421 «onderlinge duels» 19:00 uur (UTC+2) | Finland                                               | 3 – 1 | Noorwegen          | Olympisch Stadion, Helsinki Toeschouwers: 9.941 Scheidsrechter: Peer Frickmann (DEN) |
| 2 juli Noords Kampioenschap 1981/83 № 421 «onderlinge duels» 19:00 uur (UTC+2) | Keijo Kousa 31' Hannu Rajaniemi 60' Hannu Turunen 61' |       | 47' Vidar Davidsen | Olympisch Stadion, Helsinki Toeschouwers: 9.941 Scheidsrechter: Peer Frickmann (DEN) |

|                                                                          |                               |       |                                    |                                                                             |
| 12 augustus Vriendschappelijk № 422 «onderlinge duels» 19:00 uur (UTC+2) | Noorwegen                     | 2 – 2 | Nigeria                            | Ullevaalstadion, Oslo Toeschouwers: 7.334 Scheidsrechter: Günter Linn (FRG) |
| 12 augustus Vriendschappelijk № 422 «onderlinge duels» 19:00 uur (UTC+2) | Pål Jacobsen 18' Tom Lund 77' |       | 20' Felix Owolabi 66' Ayo Ogunlana | Ullevaalstadion, Oslo Toeschouwers: 7.334 Scheidsrechter: Günter Linn (FRG) |

|                                                                             |                                          |       |                  |                                                                                   |
| 9 september WK 1982 kwalificatie № 423 «onderlinge duels» 19:00 uur (UTC+2) | Noorwegen                                | 2 – 1 | Engeland         | Ullevaalstadion, Oslo Toeschouwers: 28.500 Scheidsrechter: Jerzy Kasperczak (NOR) |
| 9 september WK 1982 kwalificatie № 423 «onderlinge duels» 19:00 uur (UTC+2) | Roger Albertsen 35' Hallvar Thoresen 41' |       | 15' Bryan Robson | Ullevaalstadion, Oslo Toeschouwers: 28.500 Scheidsrechter: Jerzy Kasperczak (NOR) |

|                                                                                      |                                                   |       |              |                                                                                 |
| 23 september Noords Kampioenschap 1981/83 № 424 «onderlinge duels» 19:30 uur (UTC+2) | Denemarken                                        | 2 – 1 | Noorwegen    | Idrætsparken, Kopenhagen Toeschouwers: 16.200 Scheidsrechter: Günter Linn (FRG) |
| 23 september Noords Kampioenschap 1981/83 № 424 «onderlinge duels» 19:30 uur (UTC+2) | Preben Elkjær Larsen 18' Frank Arnesen 70' (pen.) |       | 62' Tom Lund | Idrætsparken, Kopenhagen Toeschouwers: 16.200 Scheidsrechter: Günter Linn (FRG) |

|                                                                            |                                                                      |       |              |                                                                                  |
| 31 oktober WK 1982 kwalificatie № 425 «onderlinge duels» 18:00 uur (UTC+1) | Hongarije                                                            | 4 – 1 | Noorwegen    | Népstadion, Boedapest Toeschouwers: 68.000 Scheidsrechter: Edvard Šoštarič (YUG) |
| 31 oktober WK 1982 kwalificatie № 425 «onderlinge duels» 18:00 uur (UTC+1) | László Bálint 12' László Kiss 60' László Fazekas 79' László Kiss 84' |       | 35' Tom Lund | Népstadion, Boedapest Toeschouwers: 68.000 Scheidsrechter: Edvard Šoštarič (YUG) |

### 1982
|                                                                |                      |       |                    |                                                                                       |
| 28 april Noords Kampioenschap 1981/83 № 426 «onderlinge duels» | Noorwegen            | 1 – 1 | Finland            | Stavanger Stadion, Stavanger Toeschouwers: 5.700 Scheidsrechter: Peer Frickmann (DEN) |
| 28 april Noords Kampioenschap 1981/83 № 426 «onderlinge duels» | Hallvar Thoresen 76' |       | 16' Jyrki Nieminen | Stavanger Stadion, Stavanger Toeschouwers: 5.700 Scheidsrechter: Peer Frickmann (DEN) |

|                                                                     |                                            |       |                                                                                                |                                                                                  |
| 12 mei Vriendschappelijk № 427 «onderlinge duels» 18:30 uur (UTC+2) | Noorwegen                                  | 2 – 4 | West-Duitsland                                                                                 | Ullevaalstadion, Oslo Toeschouwers: 20.097 Scheidsrechter: Kjell Johansson (SWE) |
| 12 mei Vriendschappelijk № 427 «onderlinge duels» 18:30 uur (UTC+2) | Arne Larsen Økland 17' Roger Albertsen 80' |       | 5' Karl-Heinz Rummenigge 35' Pierre Littbarski 43' Pierre Littbarski 86' Karl-Heinz Rummenigge | Ullevaalstadion, Oslo Toeschouwers: 20.097 Scheidsrechter: Kjell Johansson (SWE) |

|                                                                                 |                                     |       |                     |                                                                                  |
| 15 juni Noords Kampioenschap 1981/83 № 428 «onderlinge duels» 19:00 uur (UTC+2) | Noorwegen                           | 2 – 1 | Denemarken          | Ullevaalstadion, Oslo Toeschouwers: 8.170 Scheidsrechter: David Richardson (ENG) |
| 15 juni Noords Kampioenschap 1981/83 № 428 «onderlinge duels» 19:00 uur (UTC+2) | Åge Hareide 19' Roger Albertsen 23' |       | 26' Michael Laudrup | Ullevaalstadion, Oslo Toeschouwers: 8.170 Scheidsrechter: David Richardson (ENG) |

|                                                                                     |              |       |        |                                                                               |
| 11 augustus Noords Kampioenschap 1981/83 № 429 «onderlinge duels» 19:00 uur (UTC+2) | Noorwegen    | 1 – 0 | Zweden | Ullevaalstadion, Oslo Toeschouwers: 22.403 Scheidsrechter: Ole Amundsen (DEN) |
| 11 augustus Noords Kampioenschap 1981/83 № 429 «onderlinge duels» 19:00 uur (UTC+2) | Tom Lund 54' |       |        | Ullevaalstadion, Oslo Toeschouwers: 22.403 Scheidsrechter: Ole Amundsen (DEN) |

|                                                                              |              |       |           |                                                                             |
| 22 september EK 1984 kwalificatie № 430 «onderlinge duels» 19:30 uur (UTC+1) | Wales        | 1 – 0 | Noorwegen | Vetch Field, Swansea Toeschouwers: 4.340 Scheidsrechter: Joël Quiniou (FRA) |
| 22 september EK 1984 kwalificatie № 430 «onderlinge duels» 19:30 uur (UTC+1) | Ian Rush 31' |       |           | Vetch Field, Swansea Toeschouwers: 4.340 Scheidsrechter: Joël Quiniou (FRA) |

|                                                                            |                                                    |       |                 |                                                                                |
| 13 oktober EK 1984 kwalificatie № 431 «onderlinge duels» 19:00 uur (UTC+1) | Joegoslavië                                        | 3 – 1 | Noorwegen       | Ullevaalstadion, Oslo Toeschouwers: 12.264 Scheidsrechter: Alojzy Jarguz (POL) |
| 13 oktober EK 1984 kwalificatie № 431 «onderlinge duels» 19:00 uur (UTC+1) | Tom Lund 4' Arne Larsen Økland 68' Dušan Savić 73' |       | 89' Åge Hareide | Ullevaalstadion, Oslo Toeschouwers: 12.264 Scheidsrechter: Alojzy Jarguz (POL) |

|                                                                            |                                         |       |                                                    |                                                                                                  |
| 27 oktober EK 1984 kwalificatie № 432 «onderlinge duels» 18:30 uur (UTC+2) | Bulgarije                               | 2 – 2 | Noorwegen                                          | Vasil Levski Nationaal Stadion, Sofia Toeschouwers: 12.746 Scheidsrechter: Antonis Vasaras (GRE) |
| 27 oktober EK 1984 kwalificatie № 432 «onderlinge duels» 18:30 uur (UTC+2) | Boycho Velichkov 13' Plamen Nikolov 68' |       | 17' (pen.) Hallvar Thoresen 66' Arne Larsen Økland | Vasil Levski Nationaal Stadion, Sofia Toeschouwers: 12.746 Scheidsrechter: Antonis Vasaras (GRE) |

|                                                        |                 |       |           |                                                                        |
| 13 november Vriendschappelijk № 433 «onderlinge duels» | Koeweit         | 1 – 0 | Noorwegen | Koeweit-Stad Toeschouwers: 3.000 Scheidsrechter: Antonis Vasaras (GRE) |
| 13 november Vriendschappelijk № 433 «onderlinge duels» | Fatih-Kemal 82' |       |           | Koeweit-Stad Toeschouwers: 3.000 Scheidsrechter: Antonis Vasaras (GRE) |

### 1983
|                                                                        |                                       |       |                                             |                                                                                  |
| 19 mei OS 1984 kwalificatie № 434 «onderlinge duels» 19:00 uur (UTC+2) | Denemarken                            | 2 – 2 | Noorwegen                                   | Aarhus Stadion, Aarhus Toeschouwers: 2.500 Scheidsrechter: Roger Schoeters (BEL) |
| 19 mei OS 1984 kwalificatie № 434 «onderlinge duels» 19:00 uur (UTC+2) | Michael Manniche 27' Brian Chrois 50' |       | 65' Erik Soler 78' (pen.) Stein Kollshaugen | Aarhus Stadion, Aarhus Toeschouwers: 2.500 Scheidsrechter: Roger Schoeters (BEL) |

|                                                                     |                  |       |                |                                                                             |
| 1 juni Vriendschappelijk № 435 «onderlinge duels» 19:00 uur (UTC+2) | Noorwegen        | 1 – 1 | Hongarije      | Ullevaalstadion, Oslo Toeschouwers: 10.313 Scheidsrechter: Ib Nielsen (DEN) |
| 1 juni Vriendschappelijk № 435 «onderlinge duels» 19:00 uur (UTC+2) | Pål Jacobsen 51' |       | 55' Antal Nagy | Ullevaalstadion, Oslo Toeschouwers: 10.313 Scheidsrechter: Ib Nielsen (DEN) |

|                                                                         |                  |       |                      |                                                                                             |
| 15 juni OS 1984 kwalificatie № 436 «onderlinge duels» 18:30 uur (UTC+3) | Finland          | 1 – 1 | Noorwegen            | Kokkolan Keskuskenttä, Kokkola Toeschouwers: 2.153 Scheidsrechter: Anatoliy Milchenko (URS) |
| 15 juni OS 1984 kwalificatie № 436 «onderlinge duels» 18:30 uur (UTC+3) | Juha Annunen 39' |       | 9' Stein Kollshaugen | Kokkolan Keskuskenttä, Kokkola Toeschouwers: 2.153 Scheidsrechter: Anatoliy Milchenko (URS) |

|                                                                         |           |                         |       |                                                                                |
| 30 juni OS 1984 kwalificatie № 437 «onderlinge duels» 19:00 uur (UTC+2) | Noorwegen | 0 – 1                   | Polen | Ullevaalstadion, Oslo Toeschouwers: 10.305 Scheidsrechter: Egbert Mulder (NED) |
| 30 juni OS 1984 kwalificatie № 437 «onderlinge duels» 19:00 uur (UTC+2) |           | 73' Andrzej Zgutczynski |       | Ullevaalstadion, Oslo Toeschouwers: 10.305 Scheidsrechter: Egbert Mulder (NED) |

|                                                                          |           |       |          |                                                                              |
| 10 augustus Vriendschappelijk № 438 «onderlinge duels» 19:00 uur (UTC+2) | Noorwegen | 0 – 0 | Roemenië | Ullevaalstadion, Oslo Toeschouwers: 8.533 Scheidsrechter: Ulf Eriksson (SWE) |
| 10 augustus Vriendschappelijk № 438 «onderlinge duels» 19:00 uur (UTC+2) |           |       |          | Ullevaalstadion, Oslo Toeschouwers: 8.533 Scheidsrechter: Ulf Eriksson (SWE) |

|                                                                             |                              |       |                      |                                                                                    |
| 17 augustus OS 1984 kwalificatie № 439 «onderlinge duels» 19:00 uur (UTC+2) | Noorwegen                    | 1 – 1 | Denemarken           | Ullevaalstadion, Oslo Toeschouwers: 8.354 Scheidsrechter: Henk van Ettekoven (NED) |
| 17 augustus OS 1984 kwalificatie № 439 «onderlinge duels» 19:00 uur (UTC+2) | Stein Kollshaugen 24' (pen.) |       | 43' Michael Manniche | Ullevaalstadion, Oslo Toeschouwers: 8.354 Scheidsrechter: Henk van Ettekoven (NED) |

|                                                                             |                |       |                                        |                                                                                |
| 7 september EK 1984 kwalificatie № 440 «onderlinge duels» 19:00 uur (UTC+2) | Noorwegen      | 1 – 2 | Bulgarije                              | Ullevaalstadion, Oslo Toeschouwers: 15.515 Scheidsrechter: Heinz Fahnler (AUT) |
| 7 september EK 1984 kwalificatie № 440 «onderlinge duels» 19:00 uur (UTC+2) | Åge Hareide 4' |       | 11' Stoycho Mladenov 51' Nasko Sirakov | Ullevaalstadion, Oslo Toeschouwers: 15.515 Scheidsrechter: Heinz Fahnler (AUT) |

|                                                                              |           |       |       |                                                                                   |
| 21 september EK 1984 kwalificatie № 441 «onderlinge duels» 19:00 uur (UTC+2) | Noorwegen | 0 – 0 | Wales | Ullevaalstadion, Oslo Toeschouwers: 17.575 Scheidsrechter: Vojtech Christov (TCH) |
| 21 september EK 1984 kwalificatie № 441 «onderlinge duels» 19:00 uur (UTC+2) |           |       |       | Ullevaalstadion, Oslo Toeschouwers: 17.575 Scheidsrechter: Vojtech Christov (TCH) |

|                                                                            |                                         |       |                 |                                                                              |
| 12 oktober EK 1984 kwalificatie № 442 «onderlinge duels» 17:30 uur (UTC+1) | Joegoslavië                             | 2 – 1 | Noorwegen       | JNA-stadion, Belgrado Toeschouwers: 9.169 Scheidsrechter: Adolf Prokop (DDR) |
| 12 oktober EK 1984 kwalificatie № 442 «onderlinge duels» 17:30 uur (UTC+1) | Zlatko Vujović 21' Hallvar Thoresen 88' |       | 39' Safet Sušić | JNA-stadion, Belgrado Toeschouwers: 9.169 Scheidsrechter: Adolf Prokop (DDR) |

|                                                                            |                                                                                     |       |                                     |                                                                                 |
| 26 oktober OS 1984 kwalificatie № 443 «onderlinge duels» 19:00 uur (UTC+1) | Noorwegen                                                                           | 4 – 2 | Finland                             | Melløsstadion, Moss Toeschouwers: 2.067 Scheidsrechter: Walter Eschweiler (FRG) |
| 26 oktober OS 1984 kwalificatie № 443 «onderlinge duels» 19:00 uur (UTC+1) | Erik Soler 3' Stein Kollshaugen 5' (pen.) Stein Kollshaugen 40' Henning Bjarnøy 63' |       | 15' Sixten Boström 83' Juha Annunen | Melløsstadion, Moss Toeschouwers: 2.067 Scheidsrechter: Walter Eschweiler (FRG) |

|                                                                            |                |       |                   |                                                                                         |
| 29 oktober OS 1984 kwalificatie № 444 «onderlinge duels» 16:00 uur (UTC+1) | Noorwegen      | 1 – 1 | DDR               | Stavanger Stadion, Stavanger Toeschouwers: 1.036 Scheidsrechter: Erik Fredriksson (SWE) |
| 29 oktober OS 1984 kwalificatie № 444 «onderlinge duels» 16:00 uur (UTC+1) | Erik Soler 68' |       | 57' Hans-Uwe Pilz | Stavanger Stadion, Stavanger Toeschouwers: 1.036 Scheidsrechter: Erik Fredriksson (SWE) |

|                                                          |                         |       |           |                                                                                   |
| 9 november OS 1984 kwalificatie № 445 «onderlinge duels» | Polen                   | 1 – 0 | Noorwegen | Stadion Olimpii, Poznań Toeschouwers: 7.000 Scheidsrechter: Horst Brummeier (AUT) |
| 9 november OS 1984 kwalificatie № 445 «onderlinge duels» | Andrzej Zgutczynski 69' |       |           | Stadion Olimpii, Poznań Toeschouwers: 7.000 Scheidsrechter: Horst Brummeier (AUT) |

|                                                                             |                 |       |           |                                                                                                |
| 12 november OS 1984 kwalificatie № 446 «onderlinge duels» 13:30 uur (UTC+1) | DDR             | 1 – 0 | Noorwegen | Karl-Liebknecht-Stadion, Potsdam Toeschouwers: 8.500 Scheidsrechter: Velodi Miminoshvili (URS) |
| 12 november OS 1984 kwalificatie № 446 «onderlinge duels» 13:30 uur (UTC+1) | Jurgen Raab 31' |       |           | Karl-Liebknecht-Stadion, Potsdam Toeschouwers: 8.500 Scheidsrechter: Velodi Miminoshvili (URS) |

### 1984
|                                                                |           |                                      |           |                                                                                   |
| 1 mei Vriendschappelijk № 447 «onderlinge duels» 17:00 (UTC+2) | Luxemburg | 0 – 2                                | Noorwegen | Stade am Deich, Ettelbruck Toeschouwers: 1.411 Scheidsrechter: Robert Wurtz (FRA) |
| 1 mei Vriendschappelijk № 447 «onderlinge duels» 17:00 (UTC+2) |           | 48' Hallvar Thoresen 74' Arne Dokken |           | Stade am Deich, Ettelbruck Toeschouwers: 1.411 Scheidsrechter: Robert Wurtz (FRA) |

|                                                                     |           |       |           |                                                                                         |
| 23 mei Vriendschappelijk № 448 «onderlinge duels» 20:00 uur (UTC+2) | Hongarije | 0 – 0 | Noorwegen | Sóstóistadion, Székesfehérvár Toeschouwers: 5.000 Scheidsrechter: Klaus Scheurell (DDR) |
| 23 mei Vriendschappelijk № 448 «onderlinge duels» 20:00 uur (UTC+2) |           |       |           | Sóstóistadion, Székesfehérvár Toeschouwers: 5.000 Scheidsrechter: Klaus Scheurell (DDR) |

|                                                                     |                        |       |       |                                                                                       |
| 6 juni Vriendschappelijk № 449 «onderlinge duels» 19:00 uur (UTC+2) | Noorwegen              | 1 – 0 | Wales | Lerkendalstadion, Trondheim Toeschouwers: 13.654 Scheidsrechter: Håkan Lundgren (SWE) |
| 6 juni Vriendschappelijk № 449 «onderlinge duels» 19:00 uur (UTC+2) | Arne Larsen Økland 75' |       |       | Lerkendalstadion, Trondheim Toeschouwers: 13.654 Scheidsrechter: Håkan Lundgren (SWE) |

|                                                                |         |                   |           |                                                                                     |
| 20 juni Vriendschappelijk № 450 «onderlinge duels» 20:00 (UTC) | IJsland | 0 – 1             | Noorwegen | Laugardalsvöllur, Reykjavik Toeschouwers: 6.139 Scheidsrechter: Alan Ferguson (SCO) |
| 20 juni Vriendschappelijk № 450 «onderlinge duels» 20:00 (UTC) |         | 79' Egil Johansen |           | Laugardalsvöllur, Reykjavik Toeschouwers: 6.139 Scheidsrechter: Alan Ferguson (SCO) |

| Olympische Zomerspelen 1984 |
| --------------------------- |

|                                                           |       |       |           |                                                                                |
| 29 juli Olympische Spelen Groep A № 451 19:30 uur (UTC−4) | Chili | 0 – 0 | Noorwegen | Harvard Stadium, Boston Toeschouwers: 25.000 Scheidsrechter: David Socha (USA) |
| 29 juli Olympische Spelen Groep A № 451 19:30 uur (UTC−4) |       |       |           | Harvard Stadium, Boston Toeschouwers: 25.000 Scheidsrechter: David Socha (USA) |

|                                                                              |                                          |       |                            |                                                                                |
| 31 juli Olympische Spelen Groep A № 452 «onderlinge duels» 19:00 uur (UTC−4) | Frankrijk                                | 2 – 1 | Noorwegen                  | Harvard Stadium, Boston Toeschouwers: 27.832 Scheidsrechter: Volker Roth (FRG) |
| 31 juli Olympische Spelen Groep A № 452 «onderlinge duels» 19:00 uur (UTC−4) | François Brisson 5' François Brisson 56' |       | 34' (pen.) Per Egil Ahlsen | Harvard Stadium, Boston Toeschouwers: 27.832 Scheidsrechter: Volker Roth (FRG) |

|                                                                                 |           |                                 |       |                                                                                   |
| 2 augustus Olympische Spelen Groep A № 453 «onderlinge duels» 19:00 uur (UTC−4) | Noorwegen | 0 – 2                           | Qatar | Harvard Stadium, Boston Toeschouwers: 17.529 Scheidsrechter: Bester Kalombo (MAW) |
| 2 augustus Olympische Spelen Groep A № 453 «onderlinge duels» 19:00 uur (UTC−4) |           | 22' Joar Vaadal 53' Joar Vaadal |       | Harvard Stadium, Boston Toeschouwers: 17.529 Scheidsrechter: Bester Kalombo (MAW) |

|  |  |  |  |  |  |  |  |  |

|                                                                      |                    |       |                         |                                                                                      |
| 29 augustus Vriendschappelijk № 454 «onderlinge duels» 18:30 (UTC+2) | Noorwegen          | 1 – 1 | Polen                   | Marienlyst Stadion, Drammen Toeschouwers: 5.497 Scheidsrechter: Osmo Orakangas (FIN) |
| 29 augustus Vriendschappelijk № 454 «onderlinge duels» 18:30 (UTC+2) | Vidar Davidsen 56' |       | 48' Ryszard Tarasiewicz | Marienlyst Stadion, Drammen Toeschouwers: 5.497 Scheidsrechter: Osmo Orakangas (FIN) |

|                                                                              |           |                     |             |                                                                                |
| 12 september WK 1986 kwalificatie № 455 «onderlinge duels» 19:00 uur (UTC+2) | Noorwegen | 0 – 1               | Zwitserland | Ullevaalstadion, Oslo Toeschouwers: 14.413 Scheidsrechter: Egon Šoštarić (YUG) |
| 12 september WK 1986 kwalificatie № 455 «onderlinge duels» 19:00 uur (UTC+2) |           | 3' (pen.) Andy Egli |             | Ullevaalstadion, Oslo Toeschouwers: 14.413 Scheidsrechter: Egon Šoštarić (YUG) |

|                                                                              |                          |       |           |                                                                                    |
| 26 september WK 1986 kwalificatie № 456 «onderlinge duels» 19:00 uur (UTC+2) | Denemarken               | 1 – 0 | Noorwegen | Idrætsparken, Kopenhagen Toeschouwers: 45.400 Scheidsrechter: Ronald Bridges (WAL) |
| 26 september WK 1986 kwalificatie № 456 «onderlinge duels» 19:00 uur (UTC+2) | Preben Elkjær Larsen 56' |       |           | Idrætsparken, Kopenhagen Toeschouwers: 45.400 Scheidsrechter: Ronald Bridges (WAL) |

|                                                                            |                             |       |                          |                                                                              |
| 10 oktober WK 1986 kwalificatie № 457 «onderlinge duels» 19:00 uur (UTC+1) | Noorwegen                   | 1 – 1 | Sovjet-Unie              | Ullevaalstadion, Oslo Toeschouwers: 13.798 Scheidsrechter: Volker Roth (FRG) |
| 10 oktober WK 1986 kwalificatie № 457 «onderlinge duels» 19:00 uur (UTC+1) | Hallvar Thoresen 55' (pen.) |       | 74' Hennadii Lytovchenko | Ullevaalstadion, Oslo Toeschouwers: 13.798 Scheidsrechter: Volker Roth (FRG) |

|                                                                            |                  |       |         |                                                                                  |
| 17 oktober WK 1986 kwalificatie № 458 «onderlinge duels» 19:00 uur (UTC+1) | Noorwegen        | 1 – 0 | Ierland | Ullevaalstadion, Oslo Toeschouwers: 15.379 Scheidsrechter: Klaus Scheurell (DDR) |
| 17 oktober WK 1986 kwalificatie № 458 «onderlinge duels» 19:00 uur (UTC+1) | Pål Jacobsen 43' |       |         | Ullevaalstadion, Oslo Toeschouwers: 15.379 Scheidsrechter: Klaus Scheurell (DDR) |

|                                                        |        |                    |           |                                                                                          |
| 17 december Vriendschappelijk № 459 «onderlinge duels» | Egypte | 0 – 1              | Noorwegen | Arab Contractors-stadion, Caïro Toeschouwers: 10.000 Scheidsrechter: Hossam El Din (EGY) |
| 17 december Vriendschappelijk № 459 «onderlinge duels» |        | 31' Vidar Davidsen |           | Arab Contractors-stadion, Caïro Toeschouwers: 10.000 Scheidsrechter: Hossam El Din (EGY) |

|                                                        |        |                 |           |                                               |
| 20 december Vriendschappelijk № 460 «onderlinge duels» | Egypte | 0 – 1           | Noorwegen | Ismaïliastadion, Ismaïlia Toeschouwers: 8.000 |
| 20 december Vriendschappelijk № 460 «onderlinge duels» |        | 80' Arve Seland |           | Ismaïliastadion, Ismaïlia Toeschouwers: 8.000 |

### 1985
|                                                                        |              |       |                    |                                                                                    |
| 26 februari Vriendschappelijk № 461 «onderlinge duels» 19:30 uur (UTC) | Wales        | 1 – 1 | Noorwegen          | Racecourse Ground, Wrexham Toeschouwers: 4.532 Scheidsrechter: Bobby Stewart (NIR) |
| 26 februari Vriendschappelijk № 461 «onderlinge duels» 19:30 uur (UTC) | Ian Rush 44' |       | 6' Per Egil Ahlsen | Racecourse Ground, Wrexham Toeschouwers: 4.532 Scheidsrechter: Bobby Stewart (NIR) |

|                                                                   |                    |       |           |                                                                                               |
| 17 april Vriendschappelijk № 462 «onderlinge duels» 20:00 (UTC+2) | DDR                | 1 – 0 | Noorwegen | Stadion der Freundschaft, Frankfurt (Oder) Toeschouwers: 6.000 Scheidsrechter: Jan Hora (TCH) |
| 17 april Vriendschappelijk № 462 «onderlinge duels» 20:00 (UTC+2) | Andreas Krause 50' |       |           | Stadion der Freundschaft, Frankfurt (Oder) Toeschouwers: 6.000 Scheidsrechter: Jan Hora (TCH) |

|                                                                       |         |       |           |                                                                                |
| 1 mei WK 1986 kwalificatie № 463 «onderlinge duels» 18:45 uur (UTC+1) | Ierland | 0 – 0 | Noorwegen | Lansdowne Road, Dublin Toeschouwers: 20.049 Scheidsrechter: Lajos Németh (HUN) |
| 1 mei WK 1986 kwalificatie № 463 «onderlinge duels» 18:45 uur (UTC+1) |         |       |           | Lansdowne Road, Dublin Toeschouwers: 20.049 Scheidsrechter: Lajos Németh (HUN) |

|                                                                                |                         |       |           |                                                                                   |
| 22 mei Noords Kampioenschap 1981/83 № 464 «onderlinge duels» 19:00 uur (UTC+2) | Zweden                  | 1 – 0 | Noorwegen | Ullevi, Göteborg Toeschouwers: 12.123 Scheidsrechter: Henning Lund Sørensen (DEN) |
| 22 mei Noords Kampioenschap 1981/83 № 464 «onderlinge duels» 19:00 uur (UTC+2) | Robert Prytz 86' (pen.) |       |           | Ullevi, Göteborg Toeschouwers: 12.123 Scheidsrechter: Henning Lund Sørensen (DEN) |

|                                                                     |                                                                                 |       |                                  |                                                                             |
| 5 juni Vriendschappelijk № 465 «onderlinge duels» 19:00 uur (UTC+2) | Noorwegen                                                                       | 4 – 2 | Wales                            | Brannstadion, Bergen Toeschouwers: 5.596 Scheidsrechter: Ulf Eriksson (SWE) |
| 5 juni Vriendschappelijk № 465 «onderlinge duels» 19:00 uur (UTC+2) | Trond Sollied 3' Arne Larsen Økland 9' Neil Slatter 18' (e.d.) Pål Jacobsen 54' |       | 45' Steve Lovell 78' Mark Hughes | Brannstadion, Bergen Toeschouwers: 5.596 Scheidsrechter: Ulf Eriksson (SWE) |

|                                                                      |           |                 |     |                                                                                    |
| 14 augustus Vriendschappelijk № 466 «onderlinge duels» 19:00 (UTC+2) | Noorwegen | 0 – 1           | DDR | Ullevaalstadion, Oslo Toeschouwers: 10.500 Scheidsrechter: Steen Erik Jensen (DEN) |
| 14 augustus Vriendschappelijk № 466 «onderlinge duels» 19:00 (UTC+2) |           | 17' Ulf Kirsten |     | Ullevaalstadion, Oslo Toeschouwers: 10.500 Scheidsrechter: Steen Erik Jensen (DEN) |

|                                                                           |                                                   |       |        |                                                                              |
| 10 september Vriendschappelijk № 467 «onderlinge duels» 19:00 uur (UTC+2) | Noorwegen                                         | 3 – 0 | Egypte | Ullevaalstadion, Oslo Toeschouwers: 7.223 Scheidsrechter: Bernd Stumpf (DDR) |
| 10 september Vriendschappelijk № 467 «onderlinge duels» 19:00 uur (UTC+2) | Jørn Andersen 53' Erik Soler 56' Pål Jacobsen 58' |       |        | Ullevaalstadion, Oslo Toeschouwers: 7.223 Scheidsrechter: Bernd Stumpf (DDR) |

|                                                                           |                          |       |                                           |                                                                                      |
| 25 september Vriendschappelijk № 468 «onderlinge duels» 20:30 uur (UTC+2) | Italië                   | 1 – 2 | Noorwegen                                 | Stadio Via del Mare, Lecce Toeschouwers: 44.970 Scheidsrechter: Werner Föckler (FRG) |
| 25 september Vriendschappelijk № 468 «onderlinge duels» 20:30 uur (UTC+2) | Alessandro Altobelli 26' |       | 39' Arne Larsen Økland 43' Vidar Davidsen | Stadio Via del Mare, Lecce Toeschouwers: 44.970 Scheidsrechter: Werner Föckler (FRG) |

|                                                                            |                |       | |                                                                            |
| 16 oktober WK 1986 kwalificatie № 469 «onderlinge duels» 19:00 uur (UTC+1) | Noorwegen      | 1 – 5 | Denemarken                                                                                                  | Ullevaalstadion, Oslo Toeschouwers: 18.326 Scheidsrechter: Ioan Igna (ROU) |
| 16 oktober WK 1986 kwalificatie № 469 «onderlinge duels» 19:00 uur (UTC+1) | Tom Sundby 44' |       | 56' Michael Laudrup 63' (pen.) Søren Lerby 65' Preben Elkjær Larsen 75' Klaus Berggreen 78' Klaus Berggreen | Ullevaalstadion, Oslo Toeschouwers: 18.326 Scheidsrechter: Ioan Igna (ROU) |

|                                                                            |                        |       |           |                                                                                         |
| 30 oktober WK 1986 kwalificatie № 470 «onderlinge duels» 19:00 uur (UTC+3) | Sovjet-Unie            | 1 – 0 | Noorwegen | Centraal Leninstadion, Moskou Toeschouwers: 44.696 Scheidsrechter: Brian McGinlay (SCO) |
| 30 oktober WK 1986 kwalificatie № 470 «onderlinge duels» 19:00 uur (UTC+3) | Georgiy Kondratyev 58' |       |           | Centraal Leninstadion, Moskou Toeschouwers: 44.696 Scheidsrechter: Brian McGinlay (SCO) |

|                                                                             |                       |       |                |                                                                                     |
| 13 november WK 1986 kwalificatie № 471 «onderlinge duels» 20:00 uur (UTC+1) | Zwitserland           | 1 – 1 | Noorwegen      | Stadion Allmend, Luzern Toeschouwers: 4.500 Scheidsrechter: Itzhak Ben Itzhak (ISR) |
| 13 november WK 1986 kwalificatie № 471 «onderlinge duels» 20:00 uur (UTC+1) | Christian Matthey 53' |       | 39' Tom Sundby | Stadion Allmend, Luzern Toeschouwers: 4.500 Scheidsrechter: Itzhak Ben Itzhak (ISR) |

### 1986
|                                                        |                      |       |                                    |                                                    |
| 26 februari Vriendschappelijk № 472 «onderlinge duels» | Grenada              | 1 – 2 | Noorwegen                          | Cricket Ground, Saint George's Toeschouwers: 4.000 |
| 26 februari Vriendschappelijk № 472 «onderlinge duels» | Franklyn Drayton 32' |       | 16' Tom Sundby 84' Vegard Skogheim | Cricket Ground, Saint George's Toeschouwers: 4.000 |

|                                                                       |                   |       |            |                                                                                   |
| 30 april Vriendschappelijk № 473 «onderlinge duels» 19:00 uur (UTC+2) | Noorwegen         | 1 – 0 | Argentinië | Ullevaalstadion, Oslo Toeschouwers: 15.068 Scheidsrechter: Erik Fredriksson (SWE) |
| 30 april Vriendschappelijk № 473 «onderlinge duels» 19:00 uur (UTC+2) | Kjetil Osvold 83' |       |            | Ullevaalstadion, Oslo Toeschouwers: 15.068 Scheidsrechter: Erik Fredriksson (SWE) |

|                                                                     |                             |       |            |                                                                           |
| 13 mei Vriendschappelijk № 474 «onderlinge duels» 19:00 uur (UTC+1) | Noorwegen                   | 1 – 0 | Denemarken | Ullevaalstadion, Oslo Toeschouwers: 11.730 Scheidsrechter: Eero Aho (FIN) |
| 13 mei Vriendschappelijk № 474 «onderlinge duels» 19:00 uur (UTC+1) | Hallvar Thoresen 51' (pen.) |       |            | Ullevaalstadion, Oslo Toeschouwers: 11.730 Scheidsrechter: Eero Aho (FIN) |

|                                                                     |                                                               |       |                       |                                                                                             |
| 4 juni Vriendschappelijk № 475 «onderlinge duels» 18:00 uur (UTC+3) | Roemenië                                                      | 3 – 1 | Noorwegen             | Stadionul 23 August, Boekarest Toeschouwers: 20.000 Scheidsrechter: Menahem Ashkenazi (ISR) |
| 4 juni Vriendschappelijk № 475 «onderlinge duels» 18:00 uur (UTC+3) | Victor Pițurcă 20' (pen.) Victor Pițurcă 36' Dorin Mateuț 90' |       | 63' (pen.) Tom Sundby | Stadionul 23 August, Boekarest Toeschouwers: 20.000 Scheidsrechter: Menahem Ashkenazi (ISR) |

|                                                                          |                                               |       |                                            |                                                                              |
| 20 augustus Vriendschappelijk № 476 «onderlinge duels» 19:00 uur (UTC+1) | Noorwegen                                     | 2 – 2 | Roemenië                                   | Ullevaalstadion, Oslo Toeschouwers: 3.200 Scheidsrechter: Bruno Galler (SUI) |
| 20 augustus Vriendschappelijk № 476 «onderlinge duels» 19:00 uur (UTC+1) | Arne Larsen Økland 60' Arne Larsen Økland 66' |       | 25' (e.d.) Kjetil Osvold 35' Gheorghe Hagi | Ullevaalstadion, Oslo Toeschouwers: 3.200 Scheidsrechter: Bruno Galler (SUI) |

|                                                                          |           |       |           |                                                                               |
| 9 september Vriendschappelijk № 477 «onderlinge duels» 19:00 uur (UTC+2) | Noorwegen | 0 – 0 | Hongarije | Ullevaalstadion, Oslo Toeschouwers: 2.917 Scheidsrechter: Gerard Geurds (NED) |
| 9 september Vriendschappelijk № 477 «onderlinge duels» 19:00 uur (UTC+2) |           |       |           | Ullevaalstadion, Oslo Toeschouwers: 2.917 Scheidsrechter: Gerard Geurds (NED) |

|                                                                          |           |       |     |                                                                                |
| 24 september EK 1988 kwalificatie № 478 «onderlinge duels» 19:00 (UTC+2) | Noorwegen | 0 – 0 | DDR | Ullevaalstadion, Oslo Toeschouwers: 10.200 Scheidsrechter: Egbert Mulder (NED) |
| 24 september EK 1988 kwalificatie № 478 «onderlinge duels» 19:00 (UTC+2) |           |       |     | Ullevaalstadion, Oslo Toeschouwers: 10.200 Scheidsrechter: Egbert Mulder (NED) |

|                                                                            |           |       |             |                                                                               |
| 14 oktober OS 1988 kwalificatie № 479 «onderlinge duels» 19:00 uur (UTC+1) | Noorwegen | 0 – 0 | Sovjet-Unie | Ullevaalstadion, Oslo Toeschouwers: 2.417 Scheidsrechter: Sean Kinsella (IRL) |
| 14 oktober OS 1988 kwalificatie № 479 «onderlinge duels» 19:00 uur (UTC+1) |           |       |             | Ullevaalstadion, Oslo Toeschouwers: 2.417 Scheidsrechter: Sean Kinsella (IRL) |

|                                                                            |                                                                                      |       |           |                                                                                         |
| 29 oktober EK 1988 kwalificatie № 480 «onderlinge duels» 19:00 uur (UTC+3) | Sovjet-Unie                                                                          | 4 – 0 | Noorwegen | RSC Lokomotivstadion, Simferopol Toeschouwers: 26.108 Scheidsrechter: Howard King (WAL) |
| 29 oktober EK 1988 kwalificatie № 480 «onderlinge duels» 19:00 uur (UTC+3) | Hennadii Lytovchenko 25' Ihor Bjelanov 29' Oleh Blochin 33' Vagiz Chidijatoellin 54' |       |           | RSC Lokomotivstadion, Simferopol Toeschouwers: 26.108 Scheidsrechter: Howard King (WAL) |

|                                                                            |                   |       |           |                                                                                 |
| 8 november OS 1988 kwalificatie № 481 «onderlinge duels» 15:00 uur (UTC+1) | Zwitserland       | 1 – 0 | Noorwegen | Stadion Allmend, Luzern Toeschouwers: 3.800 Scheidsrechter: Radu Petrescu (ROU) |
| 8 november OS 1988 kwalificatie № 481 «onderlinge duels» 15:00 uur (UTC+1) | Martin Müller 55' |       |           | Stadion Allmend, Luzern Toeschouwers: 3.800 Scheidsrechter: Radu Petrescu (ROU) |

### 1987
|                                                                   |                                                               |       |                |                                                                                   |
| 24 maart Vriendschappelijk № 482 «onderlinge duels» 17:30 (UTC+1) | Polen                                                         | 4 – 1 | Noorwegen      | Olympisch Stadion, Wrocław Toeschouwers: 12.300 Scheidsrechter: Jozef Marko (TCH) |
| 24 maart Vriendschappelijk № 482 «onderlinge duels» 17:30 (UTC+1) | Jan Furtok 6' Paweł Król 9' Jan Urban 26' Waldemar Prusik 53' |       | 15' Tom Sundby | Olympisch Stadion, Wrocław Toeschouwers: 12.300 Scheidsrechter: Jozef Marko (TCH) |

|                                                                       |                |       |                      |                                                                          |
| 6 mei OS 1988 kwalificatie № 483 «onderlinge duels» 19:00 uur (UTC+2) | Noorwegen      | 1 – 1 | Turkije              | Melløsstadion, Moss Toeschouwers: 1.344 Scheidsrechter: Kenny Hope (SCO) |
| 6 mei OS 1988 kwalificatie № 483 «onderlinge duels» 19:00 uur (UTC+2) | Jostein Flo 5' |       | 1' Nusret Erdi Demir | Melløsstadion, Moss Toeschouwers: 1.344 Scheidsrechter: Kenny Hope (SCO) |

|                                                                        |           |       |           |                                                                                       |
| 26 mei OS 1988 kwalificatie № 484 «onderlinge duels» 19:00 uur (UTC+2) | Noorwegen | 0 – 0 | Bulgarije | Lerkendalstadion, Trondheim Toeschouwers: 4.390 Scheidsrechter: Oliver Donnelly (NIR) |
| 26 mei OS 1988 kwalificatie № 484 «onderlinge duels» 19:00 uur (UTC+2) |           |       |           | Lerkendalstadion, Trondheim Toeschouwers: 4.390 Scheidsrechter: Oliver Donnelly (NIR) |

|                                                                     |           |       |        |                                                                                |
| 28 mei Vriendschappelijk № 485 «onderlinge duels» 19:00 uur (UTC+2) | Noorwegen | 0 – 0 | Italië | Ullevaalstadion, Oslo Toeschouwers: 10.493 Scheidsrechter: Keith Hackett (ENG) |
| 28 mei Vriendschappelijk № 485 «onderlinge duels» 19:00 uur (UTC+2) |           |       |        | Ullevaalstadion, Oslo Toeschouwers: 10.493 Scheidsrechter: Keith Hackett (ENG) |

|                                                                        |           |                       |             |                                                                                        |
| 3 juni EK 1988 kwalificatie № 486 «onderlinge duels» 19:00 uur (UTC+2) | Noorwegen | 0 – 1                 | Sovjet-Unie | Ullevaalstadion, Oslo Toeschouwers: 10.473 Scheidsrechter: Marcel Van Langenhove (BEL) |
| 3 juni EK 1988 kwalificatie № 486 «onderlinge duels» 19:00 uur (UTC+2) |           | 16' Oleksandr Zavarov |             | Ullevaalstadion, Oslo Toeschouwers: 10.473 Scheidsrechter: Marcel Van Langenhove (BEL) |

|                                                                     |                                        |       |           |                                                                                |
| 16 juni EK 1988 kwalificatie № 487 «onderlinge duels» 19:00 (UTC+2) | Noorwegen                              | 2 – 0 | Frankrijk | Ullevaalstadion, Oslo Toeschouwers: 8.268 Scheidsrechter: Werner Föckler (FRG) |
| 16 juni EK 1988 kwalificatie № 487 «onderlinge duels» 19:00 (UTC+2) | Per-Edmund Mordt 73' Jørn Andersen 80' |       |           | Ullevaalstadion, Oslo Toeschouwers: 8.268 Scheidsrechter: Werner Föckler (FRG) |

|                                                           |                     |       |           |                                                                               |
| 12 augustus OS 1988 kwalificatie № 488 «onderlinge duels» | Sovjet-Unie         | 1 – 0 | Noorwegen | Dinamostadion, Moskou Toeschouwers: 18.000 Scheidsrechter: Rune Larsson (SWE) |
| 12 augustus OS 1988 kwalificatie № 488 «onderlinge duels» | Vladimir Lyutyy 48' |       |           | Dinamostadion, Moskou Toeschouwers: 18.000 Scheidsrechter: Rune Larsson (SWE) |

|                                                                          |           |       |        |                                                                            |
| 12 augustus Vriendschappelijk № 489 «onderlinge duels» 19:00 uur (UTC+2) | Noorwegen | 0 – 0 | Zweden | Ullevaalstadion, Oslo Toeschouwers: 22.237 Scheidsrechter: Esa Palsi (EST) |
| 12 augustus Vriendschappelijk № 489 «onderlinge duels» 19:00 uur (UTC+2) |           |       |        | Ullevaalstadion, Oslo Toeschouwers: 22.237 Scheidsrechter: Esa Palsi (EST) |

|                                                                             |           |       |             |                                                                           |
| 26 augustus OS 1988 kwalificatie № 490 «onderlinge duels» 17:30 uur (UTC+2) | Noorwegen | 0 – 0 | Zwitserland | Alfheimstadion, Tromsø Toeschouwers: 4.018 Scheidsrechter: Eero Aho (FIN) |
| 26 augustus OS 1988 kwalificatie № 490 «onderlinge duels» 17:30 uur (UTC+2) |           |       |             | Alfheimstadion, Tromsø Toeschouwers: 4.018 Scheidsrechter: Eero Aho (FIN) |

|                                                                       |                                       |       |                   |                                                                                       |
| 9 september EK 1988 kwalificatie № 491 «onderlinge duels» 17:45 (UTC) | IJsland                               | 2 – 1 | Noorwegen         | Laugardalsvöllur, Reykjavik Toeschouwers: 5.450 Scheidsrechter: Wilfred Wallace (IRL) |
| 9 september EK 1988 kwalificatie № 491 «onderlinge duels» 17:45 (UTC) | Pétur Pétursson 21' Pétur Ormslev 59' |       | 11' Jørn Andersen | Laugardalsvöllur, Reykjavik Toeschouwers: 5.450 Scheidsrechter: Wilfred Wallace (IRL) |

|                                                                          |           |                     |         |                                                                                |
| 23 september EK 1988 kwalificatie № 492 «onderlinge duels» 19:00 (UTC+2) | Noorwegen | 0 – 1               | IJsland | Ullevaalstadion, Oslo Toeschouwers: 3.540 Scheidsrechter: Håkan Lundgren (SWE) |
| 23 september EK 1988 kwalificatie № 492 «onderlinge duels» 19:00 (UTC+2) |           | 30' Atli Eðvaldsson |         | Ullevaalstadion, Oslo Toeschouwers: 3.540 Scheidsrechter: Håkan Lundgren (SWE) |

|                                                                        |                      |       |                |                                                                                          |
| 14 oktober EK 1988 kwalificatie № 493 «onderlinge duels» 20:00 (UTC+1) | Frankrijk            | 1 – 1 | Noorwegen      | Parc des Princes, Parijs Toeschouwers: 11.308 Scheidsrechter: Joaquín Ramos Marcos (ESP) |
| 14 oktober EK 1988 kwalificatie № 493 «onderlinge duels» 20:00 (UTC+1) | Philippe Fargeon 63' |       | 79' Tom Sundby | Parc des Princes, Parijs Toeschouwers: 11.308 Scheidsrechter: Joaquín Ramos Marcos (ESP) |

|                                                                        |                                                  |       |                            |                                                                                           |
| 28 oktober EK 1988 kwalificatie № 494 «onderlinge duels» 17:00 (UTC+1) | DDR                                              | 3 – 1 | Noorwegen                  | Ernst Grubestadion, Maagdenburg Toeschouwers: 7.500 Scheidsrechter: Friedrich Kaupe (AUT) |
| 28 oktober EK 1988 kwalificatie № 494 «onderlinge duels» 17:00 (UTC+1) | Ulf Kirsten 14' Andreas Thom 34' Ulf Kirsten 54' |       | 32' Jan Kristian Fjærestad | Ernst Grubestadion, Maagdenburg Toeschouwers: 7.500 Scheidsrechter: Friedrich Kaupe (AUT) |

|                                                           |                                                                                   |       |           |                                                                              |
| 14 november OS 1988 kwalificatie № 495 «onderlinge duels» | Bulgarije                                                                         | 4 – 0 | Noorwegen | Narodna Armia, Sofia Toeschouwers: 1.200 Scheidsrechter: Kostas Kapsos (CYP) |
| 14 november OS 1988 kwalificatie № 495 «onderlinge duels» | Stoicho Stoiev 12' Stoicho Stoiev 24' Aleksandar Bonchev 68' Ljoeboslav Penev 71' |       |           | Narodna Armia, Sofia Toeschouwers: 1.200 Scheidsrechter: Kostas Kapsos (CYP) |

|                                                           |         |       |           |                                                                                             |
| 18 november OS 1988 kwalificatie № 496 «onderlinge duels» | Turkije | 0 – 0 | Noorwegen | Ankara 19 Mayısstadion, Ankara Toeschouwers: 11.000 Scheidsrechter: Ovadia Ben Itzhak (ISR) |
| 18 november OS 1988 kwalificatie № 496 «onderlinge duels» |         |       |           | Ankara 19 Mayısstadion, Ankara Toeschouwers: 11.000 Scheidsrechter: Ovadia Ben Itzhak (ISR) |

### 1988
|                                                     |        |       |           |                                                                                 |
| 26 april Vriendschappelijk № 497 «onderlinge duels» | Zweden | 0 – 0 | Noorwegen | Backavallen, Katrineholm Toeschouwers: 1.596 Scheidsrechter: Kurt Horsted (DEN) |
| 26 april Vriendschappelijk № 497 «onderlinge duels» |        |       |           | Backavallen, Katrineholm Toeschouwers: 1.596 Scheidsrechter: Kurt Horsted (DEN) |

|                                                                     |           |       |         |                                                                                       |
| 1 juni Vriendschappelijk № 498 «onderlinge duels» 19:00 uur (UTC+2) | Noorwegen | 0 – 0 | Ierland | Ullevaalstadion, Oslo Toeschouwers: 9.494 Scheidsrechter: Henning Lund Sørensen (DEN) |
| 1 juni Vriendschappelijk № 498 «onderlinge duels» 19:00 uur (UTC+2) |           |       |         | Ullevaalstadion, Oslo Toeschouwers: 9.494 Scheidsrechter: Henning Lund Sørensen (DEN) |

|                                                                      |           |       |                      |                                                                               |
| 28 juli Vriendschappelijk № 499 «onderlinge duels» 19:00 uur (UTC+2) | Noorwegen | 1 – 1 | Brazilië             | Ullevaalstadion, Oslo Toeschouwers: 22.609 Scheidsrechter: George Smith (SCO) |
| 28 juli Vriendschappelijk № 499 «onderlinge duels» 19:00 uur (UTC+2) | Edmar 81' |       | 49' Jan Åge Fjørtoft | Ullevaalstadion, Oslo Toeschouwers: 22.609 Scheidsrechter: George Smith (SCO) |

|                                                                         |                  |       |                        |                                                                             |
| 9 augustus Vriendschappelijk № 500 «onderlinge duels» 19:00 uur (UTC+2) | Noorwegen        | 1 – 1 | Bulgarije              | Ullevaalstadion, Oslo Toeschouwers: 7.510 Scheidsrechter: Bo Karlsson (SWE) |
| 9 augustus Vriendschappelijk № 500 «onderlinge duels» 19:00 uur (UTC+2) | Gøran Sørloth 2' |       | 58' Christo Stoitsjkov | Ullevaalstadion, Oslo Toeschouwers: 7.510 Scheidsrechter: Bo Karlsson (SWE) |

|                                                                              |                      |       |                                 |                                                                                |
| 14 september WK 1990 kwalificatie № 501 «onderlinge duels» 19:00 uur (UTC+2) | Noorwegen            | 1 – 2 | Schotland                       | Ullevaalstadion, Oslo Toeschouwers: 22.769 Scheidsrechter: Luigi Agnolin (ITA) |
| 14 september WK 1990 kwalificatie № 501 «onderlinge duels» 19:00 uur (UTC+2) | Jan Åge Fjørtoft 44' |       | 14' Paul McStay 62' Mo Johnston | Ullevaalstadion, Oslo Toeschouwers: 22.769 Scheidsrechter: Luigi Agnolin (ITA) |

|                                                                          |                              |       |           |                                                                                       |
| 28 september WK 1990 kwalificatie № 502 «onderlinge duels» 20:30 (UTC+2) | Frankrijk                    | 1 – 0 | Noorwegen | Parc des Princes, Parijs Toeschouwers: 22.000 Scheidsrechter: Günther Habermann (GDR) |
| 28 september WK 1990 kwalificatie № 502 «onderlinge duels» 20:30 (UTC+2) | Jean-Pierre Papin 84' (pen.) |       |           | Parc des Princes, Parijs Toeschouwers: 22.000 Scheidsrechter: Günther Habermann (GDR) |

|                                                                         |                                                 |       |                             |                                                                                       |
| 19 oktober Vriendschappelijk № 503 «onderlinge duels» 20:30 uur (UTC+1) | Italië                                          | 2 – 1 | Noorwegen                   | Stadio Adriatico, Pescara Toeschouwers: 10.834 Scheidsrechter: Makis Germanakos (GRE) |
| 19 oktober Vriendschappelijk № 503 «onderlinge duels» 20:30 uur (UTC+1) | Giuseppe Giannini 18' (pen.) Riccardo Ferri 29' |       | 40' (pen.) Sverre Brandhaug | Stadio Adriatico, Pescara Toeschouwers: 10.834 Scheidsrechter: Makis Germanakos (GRE) |

|                                                                            |        |                                                       |           |                                                                                   |
| 2 november WK 1990 kwalificatie № 504 «onderlinge duels» 18:00 uur (UTC+2) | Cyprus | 0 – 3                                                 | Noorwegen | Tsirionstadion, Limasol Toeschouwers: 7.767 Scheidsrechter: Edgar Azzopardi (MLT) |
| 2 november WK 1990 kwalificatie № 504 «onderlinge duels» 18:00 uur (UTC+2) |        | 57' Gøran Sørloth 78' Gøran Sørloth 90' Kjetil Osvold |           | Tsirionstadion, Limasol Toeschouwers: 7.767 Scheidsrechter: Edgar Azzopardi (MLT) |

|                                                                         |                                                         |       |                                       |                                                                                |
| 4 november Vriendschappelijk № 505 «onderlinge duels» 17:00 uur (UTC+1) | Tsjecho-Slowakije                                       | 3 – 2 | Noorwegen                             | Tehelné pole, Bratislava Toeschouwers: 2.813 Scheidsrechter: Sándor Puhl (HUN) |
| 4 november Vriendschappelijk № 505 «onderlinge duels» 17:00 uur (UTC+1) | Stanislav Griga 15' Vladimír Weiss 42' Milan Luhový 45' |       | 43' Gøran Sørloth 53' Simen Agdestein | Tehelné pole, Bratislava Toeschouwers: 2.813 Scheidsrechter: Sándor Puhl (HUN) |

### 1989
|                                                                          |                                                                                             |       |                                     |                                                                                             |
| 22 februari Vriendschappelijk № 506 «onderlinge duels» 15:00 uur (UTC+2) | Griekenland                                                                                 | 4 – 2 | Noorwegen                           | Olympisch Stadion Spyridon Louis, Athene Toeschouwers: 994 Scheidsrechter: Brian Hill (ENG) |
| 22 februari Vriendschappelijk № 506 «onderlinge duels» 15:00 uur (UTC+2) | Giannis Samaras 37' Pagonis Vakalopoulos 55' Giotis Tsalouchidis 57' Dimitris Saravakos 63' |       | 51' Rune Bratseth 65' Gøran Sørloth | Olympisch Stadion Spyridon Louis, Athene Toeschouwers: 994 Scheidsrechter: Brian Hill (ENG) |

|                                                                |           |                                                    |       |                                                                               |
| 2 mei Vriendschappelijk № 507 «onderlinge duels» 19:00 (UTC+2) | Noorwegen | 0 – 3                                              | Polen | Ullevaalstadion, Oslo Toeschouwers: 5.791 Scheidsrechter: Simo Ruokonen (FIN) |
| 2 mei Vriendschappelijk № 507 «onderlinge duels» 19:00 (UTC+2) |           | 22' Jan Furtok 50' Jan Furtok 80' Dariusz Wdowczyk |       | Ullevaalstadion, Oslo Toeschouwers: 5.791 Scheidsrechter: Simo Ruokonen (FIN) |

|                                                                        |                                                       |       |                         |                                                                                  |
| 21 mei WK 1990 kwalificatie № 508 «onderlinge duels» 19:00 uur (UTC+2) | Noorwegen                                             | 3 – 1 | Cyprus                  | Ullevaalstadion, Oslo Toeschouwers: 10.271 Scheidsrechter: Peter Mikkelsen (DEN) |
| 21 mei WK 1990 kwalificatie № 508 «onderlinge duels» 19:00 uur (UTC+2) | Kjetil Osvold 17' Gøran Sørloth 34' Rune Bratseth 35' |       | 44' Christos Koliantris | Ullevaalstadion, Oslo Toeschouwers: 10.271 Scheidsrechter: Peter Mikkelsen (DEN) |

|                                                                     |                                                                               |       |                   |                                                                              |
| 31 mei Vriendschappelijk № 509 «onderlinge duels» 19:00 uur (UTC+2) | Noorwegen                                                                     | 4 – 1 | Oostenrijk        | Ullevaalstadion, Oslo Toeschouwers: 2.084 Scheidsrechter: Rune Larsson (SWE) |
| 31 mei Vriendschappelijk № 509 «onderlinge duels» 19:00 uur (UTC+2) | Gunnar Halle 33' Jan Åge Fjørtoft 40' Karl Petter Løken 55' Terje Kojedal 60' |       | 65' Andreas Ogris | Ullevaalstadion, Oslo Toeschouwers: 2.084 Scheidsrechter: Rune Larsson (SWE) |

|                                                                         |                      |       |                                         |                                                                               |
| 14 juni WK 1990 kwalificatie № 510 «onderlinge duels» 19:00 uur (UTC+2) | Noorwegen            | 1 – 2 | Joegoslavië                             | Ullevaalstadion, Oslo Toeschouwers: 22.740 Scheidsrechter: Vadzim Zjoek (URS) |
| 14 juni WK 1990 kwalificatie № 510 «onderlinge duels» 19:00 uur (UTC+2) | Jan Åge Fjørtoft 89' |       | 23' Dragan Stojković 88' Zlatko Vujović | Ullevaalstadion, Oslo Toeschouwers: 22.740 Scheidsrechter: Vadzim Zjoek (URS) |

|                                                                          |             |       |           |                                                                                        |
| 23 augustus Vriendschappelijk № 511 «onderlinge duels» 19:00 uur (UTC+2) | Griekenland | 0 – 0 | Noorwegen | Ullevaalstadion, Oslo Toeschouwers: 3.696 Scheidsrechter: Karl-Josef Assenmacher (FRG) |
| 23 augustus Vriendschappelijk № 511 «onderlinge duels» 19:00 uur (UTC+2) |             |       |           | Ullevaalstadion, Oslo Toeschouwers: 3.696 Scheidsrechter: Karl-Josef Assenmacher (FRG) |

|                                                                         |                   |       |                              |                                                                             |
| 5 september WK 1990 kwalificatie № 512 «onderlinge duels» 19:00 (UTC+2) | Noorwegen         | 1 – 1 | Frankrijk                    | Ullevaalstadion, Oslo Toeschouwers: 8.564 Scheidsrechter: Todor Kolev (BUL) |
| 5 september WK 1990 kwalificatie № 512 «onderlinge duels» 19:00 (UTC+2) | Rune Bratseth 84' |       | 40' (pen.) Jean-Pierre Papin | Ullevaalstadion, Oslo Toeschouwers: 8.564 Scheidsrechter: Todor Kolev (BUL) |

|                                                                            |                             |       |           |                                                                                  |
| 11 oktober WK 1990 kwalificatie № 513 «onderlinge duels» 17:30 uur (UTC+1) | Joegoslavië                 | 1 – 0 | Noorwegen | Koševostadion, Sarajevo Toeschouwers: 32.000 Scheidsrechter: Yusuf Namoğlu (TUR) |
| 11 oktober WK 1990 kwalificatie № 513 «onderlinge duels» 17:30 uur (UTC+1) | Faruk Hadžibegić 45' (pen.) |       |           | Koševostadion, Sarajevo Toeschouwers: 32.000 Scheidsrechter: Yusuf Namoğlu (TUR) |

|                                                       |                                    |       |                                        |                                                                                          |
| 25 oktober Vriendschappelijk № 514 «onderlinge duels» | Koeweit                            | 2 – 2 | Noorwegen                              | Mohammed Al-Hamadstadion, Hawalli Toeschouwers: 980 Scheidsrechter: Isal Al Gassah (KUW) |
| 25 oktober Vriendschappelijk № 514 «onderlinge duels» | Wael Suleyman 7' Wael Suleyman 12' |       | 55' Gøran Sørloth 75' Jan Åge Fjørtoft | Mohammed Al-Hamadstadion, Hawalli Toeschouwers: 980 Scheidsrechter: Isal Al Gassah (KUW) |

|                                                                           |                  |       |                    |                                                                                     |
| 15 november WK 1990 kwalificatie № 515 «onderlinge duels» 20:00 uur (UTC) | Schotland        | 1 – 1 | Noorwegen          | Hampden Park, Glasgow Toeschouwers: 63.987 Scheidsrechter: Michał Listkiewicz (POL) |
| 15 november WK 1990 kwalificatie № 515 «onderlinge duels» 20:00 uur (UTC) | Ally McCoist 44' |       | 89' Erland Johnsen | Hampden Park, Glasgow Toeschouwers: 63.987 Scheidsrechter: Michał Listkiewicz (POL) |

CONMEBOL: Bolivia · Chili  · Colombia · Ecuador · Uruguay

UEFA: Albanië · België · Bulgarije · Cyprus · Denemarken · West-Duitsland · Duitse Democratische Republiek · Engeland · Faeröer · Finland · Frankrijk · Griekenland · Hongarije · IJsland · Ierland · Israël · Italië · Joegoslavië ·  Liechtenstein · Luxemburg · Malta · Nederland · Noord-Ierland · Noorwegen · Oostenrijk · Polen · Portugal · Roemenië · San Marino · Schotland ·  Sovjet-Unie ·  Spanje · Tsjecho-Slowakije · Turkije · Wales ·  Zweden · Zwitserland

CAF: Madagaskar

NFF · A-internationals · Selecties · Bondscoaches · Noors vrouwenelftal · Olympisch elftal · Noorwegen U21 · Noorwegen U20 · Noorwegen U19 · Noorwegen U18 · Noorwegen U17 · Noorwegen U16 · Vrouwen U17
1908 – 1919 ·
1920 – 1929 ·
1930 – 1939 ·
1940 – 1949 ·
1950 – 1959 ·
1960 – 1969 ·
1970 – 1979 ·
1980 – 1989 ·
1990 – 1999 ·
2000 – 2009 ·
2010 – 2019 ·
2020 − 2029
EK 2000
WK 1938 ·
WK 1994 ·
WK 1998
OS 1912 · 
OS 1920 · 
OS 1936 · 
OS 1952 · 
OS 1984
1908 ·
1909 ·
1910 ·
1911 ·
1912 · 
1913 · 
1914 · 
1915 · 
1916 · 
1917 · 
1918 · 
1919 · 
1920 · 
1921 · 
1922 · 
1923 · 
1924 · 
1925 · 
1926 · 
1927 · 
1928 · 
1929 · 
1930 · 
1931 · 
1932 · 
1933 · 
1934 · 
1935 · 
1936 · 
1937 · 
1938 · 
1939 · 
1940 – 1944 · 
1945 · 
1946 · 
1947 · 
1948 · 
1949 · 
1950 · 
1952 · 
1952 · 
1953 · 
1954 · 
1955 · 
1956 · 
1957 · 
1958 · 
1959 · 
1960 · 
1961 · 
1962 · 
1963 · 
1964 · 
1965 · 
1966 · 
1967 · 
1968 · 
1969 · 
1970 · 
1971 · 
1972 · 
1973 · 
1974 · 
1975 · 
1976 · 
1977 · 
1978 · 
1979 · 
1980 · 
1981 · 
1982 · 
1983 · 
1984 · 
1985 · 
1986 · 
1987 · 
1988 · 
1989 · 
1990 ·
1991 · 
1992 · 
1993 · 
1994 · 
1995 · 
1996 · 
1997 · 
1998 · 
1999 · 
2000 · 
2001 · 
2002 · 
2003 · 
2004 · 
2005 · 
2006 · 
2007 · 
2008 · 
2009 · 
2010 · 
2011 · 
2012 · 
2013 · 
2014 · 
2015 · 
2016 · 
2017 · 
2018 ·
2019 ·
2020 ·
2021 ·
2022 ·
2023 ·
2024
Albanië ·
Argentinië ·
Armenië ·
Australië ·
Azerbeidzjan ·
Bahrein ·
België ·
Bermuda ·
Bosnië en Herzegovina ·
Brazilië ·
Bulgarije ·
China ·
Colombia ·
Costa Rica ·
Cyprus ·
Denemarken ·
DDR ·
Duitsland ·
Egypte ·
Engeland ·
Estland ·
Faeröer ·
Finland ·
Frankrijk ·
Georgië ·
Ghana ·
Gibraltar ·
Grenada ·
Griekenland ·
Guatemala ·
Honduras ·
Hongarije ·
Hongkong ·
Ierland ·
IJsland ·
Israël ·
Italië ·
Jamaica ·
Japan ·
Joegoslavië ·
Jordanië ·
Kameroen ·
Kazachstan ·
Koeweit ·
Kosovo ·
Kroatië ·
Letland ·
Litouwen ·
Luxemburg ·
Malta ·
Marokko ·
Mexico ·
Moldavië ·
Montenegro ·
Nederland ·
Nieuw-Zeeland ·
Nigeria ·
Noord-Ierland ·
Noord-Korea ·
Noord-Macedonië ·
Oekraïne ·
Oman ·
Oostenrijk ·
Panama ·
Paraguay ·
Polen ·
Portugal ·
Qatar ·
Roemenië ·
Rusland ·
Saarland ·
San Marino ·
Saoedi-Arabië ·
Schotland ·
Senegal ·
Servië ·
Servië en Montenegro ·
Singapore ·
Slovenië ·
Slowakije ·
Sovjet-Unie ·
Spanje ·
Thailand ·
Trinidad en Tobago ·
Tsjechië ·
Tsjecho-Slowakije ·
Tunesië ·
Turkije ·
Uruguay ·
Verenigde Arabische Emiraten ·
Verenigde Staten ·
Verenigd Koninkrijk ·
Wales ·
Wit-Rusland ·
Zuid-Afrika ·
Zuid-Korea ·
Zweden ·
Zwitserland